# Edder Delgado
Edder Delgado (San Manuel, 20 de novembro de 1986), é um futebolista Hondurenho que atua como meia. Atualmente, joga pelo Real España.

## Carreira
Edder Delgado fez parte do elenco da Seleção Hondurenha de Futebol nas Olimpíadas de 2008.